# Vattenpolo vid olympiska sommarspelen 1920
Vattenpoloturneringen vid Olympiska sommarspelen 1920 avgjordes i Antwerpen.

## Medaljsummering
| Gren   | Guld:          | Silver: | Brons:  |
| Herrar | Storbritannien | Belgien | Sverige |